# Дела Ровере
Дела Ровере (на италиански: della Rovere) е италианско аристократично семейство, родом от Савона, Лигурия, чието име е свързано преди всичко със събитията в Херцогство Урбино и Папската държава.
Дела Ровере дават на Ватикана 2 римски папи: Сикст IV (1471-1484) и Юлий II (1503-1513) . Дворец на фамилията е Палацо Дела Ровере.

## История

### Произход
Въпреки скромния произход на членовете си династията утвърждава своя аристократичен статут чрез връзка с едноименното торинско семейство на графовете на Виново. В Пиемонт това име е било известно на местния пиемонтски диалект като Dla Rol. От тази фамилия династията наследява синьото знаме, украсено със златен дъб, символ на благородство и сила.

### Папа Сикст IV
Първата видна фигура от рода е Франческо дела Ровере ( 1414 - 1484), който става папа през 1471 г. с името Сикст IV . Благодарение на привилегиите, получени от избирането му на папския престол, семейство Дела Ровере заема важни църковни и граждански позиции и е лидер на Църквата . Друг велик папа, принадлежащ към семейството, е Юлий II, на папския престол от 1503 до 1513 г. 
Папа Сикст IV дава на своите родственици управлението на Сенигалия, херцогствата Арче и Сора и много други градове. Следва ватиканската практика на непотизъм и прави племенника си Джулиано дела Ровере кардинал. След като последният става папа, дава на племенниците си най-добрите епископски места в Италия. Един от тези племенници, Франческо Мария I дела Ровере, е осиновен от своя чичо, бездетният херцог на Урбино Гуидобалдо да Монтефелтро. През 1513 г. към владенията на Дела Ровере е присъединен и град Пезаро.
От 1508г. семейство Дела Ровере получава Херцогство Урбино, а през 1513 г – град Пезаро. Херцог Гуидобалдо да Монтефелтро няма синове и осиновява племенника си Франческо Мария I дела Ровере, син на сестра му Джована и на Джовани дела Ровере, господар на Сенигалия и роднина на Сикст IV, за свой наследник. Франческо Мария и съпругата му Елеонора Гонзага поставят началото на династичната линия Монтефелтро Дела Ровере, която изчезва през 1631 г. със смъртта на последния херцог на Урбино Франческо Мария II дела Ровере и неговата племенница, великата херцогиня на Тоскана Витория, през 1694 г.; тя наследява наследството на своя предшественик, но не и херцогството, което веднага е присъединено към Папската държава. Семейство Дела Ровере обединява своя символ, дъба, с лавровия лист на Да Монтефелтро в новия херцогски герб, 
Въпреки съпротивлението на тосканските Медичи управлението на Дела Ровере в Урбино продължава от 1508 до 1626 г., когато от престола ги измества папа Урбан VIII. През 1625 г. Франческо Мария II дела Ровере, под натиска от папа Урбан VIII, отстъпва херцогството на църковен управител. След брака на Витория дела Ровере с Фердинандо II де Медичи, семейните активи са прехвърлени във Флоренция, а богатото книжно наследство е включено във Ватиканската апостолическа библиотека. Великият херцог Джан Гастоне де Медичи ( 1671-1737 ) и сестра му Анна Мария Луиза де Медичи [[1667-1743 ) са последните потомци от този брак.
Лукреция, по-малка сестра на последната херцогиня на Урбино Ливия дела Ровере, дъщеря на Иполито дела Ровере и на  Изабела Вители, се омъжва през 1609 г. за аристократа от пизански произход Маркантонио Ланте (1566-1643 ), маркиз на Кастелеоне ди Суаза и Сан Лоренцо ин Кампо. Техният съюз дава началото на клона Ланте Монтефелтро дела Ровере, представен и до днес. 
Сикстинската капела е кръстена в чест на папа Сикст IV и по-късно е стенописана, по молба на Юлий II (племенник на предишния папа), от най-значимите художници на времето, включително Микеланджело Буонароти, Пиетро Перуджино, Сандро Ботичели, Доменико Гирландайо, Пинтурикио, Лука Синьорели, Биаджо д'Антонио Тучи и други. 

### Лигурски клон
До XVIII век процъфтява и лигурска линия на семейството, чийто последен забележителен представител е Франческо Мария Дела Ровере, дож на Република Генуа от 1765 до 1767 г.

## Херцози на Урбино (1508-1516, 1521-1625)
| Име                | Пoртрет | Раждане и смърт | Управление                            | Управление                           | Бракове                                                                     | Бел. |
| Име                | Пoртрет | Раждане и смърт | начало                                | край                                 | Бракове                                                                     | Бел. |
| ------------------ | ------- | --------------- | ------------------------------------- | ------------------------------------ | --------------------------------------------------------------------------- | --- |
| Франческо Мария I  |         | *1490 †1538     | (I) 11 април1508(II) кр. на 1521      | (I) 1516(II) 20 октомври 1538        | Елеонора Гонзага двама сина и три дъщери                                    | Абдикира заради Лоренцо де Медичи. През 1517 се опитва да си възвърне Урбино.Успява да се възкачи на трона едва след смъртта на папа Лъв X. |
| Гуидобалдо II      |         | *1514 †1574     | 20 октомври 1538                      | 28 септември 1574                    | (I) Джулия да Варано една дъщеря (II) Витория Фарнезе един син и две дъщери | Син на Франческо Мария. |
| Франческо Мария II |         | *1549 †1631     | (I) 28 септември 1574(II) 28 юни 1623 | (I) 3 ноември 1621(II) 23 април 1631 | (I) Лукреция д'Есте (II) Ливия дела Ровере един син                         | Син на Гуидобалдо II. Абдикира в името на сина си.Отново на власт след внезапната смърт на сина му.                                         |
| Федерико Убалдо    |         | *1605 †1623     | 3 ноември 1621                        | 28 юни 1623                          | Клаудия де Медичи една дъщеря                                               | Син на Франческо Мария II |

Херцогството, което вече е под контрола на Папската държава от 1625 г., е погълнато от нейните граници след смъртта на последния херцог. Художествените колекции на Дела Ровере отиват при последния му потомък, Витория, съпруга на Фердинандо II Медичи, и след това до голяма степен са прехвърлени във Флоренция.